# Adam Bałdych

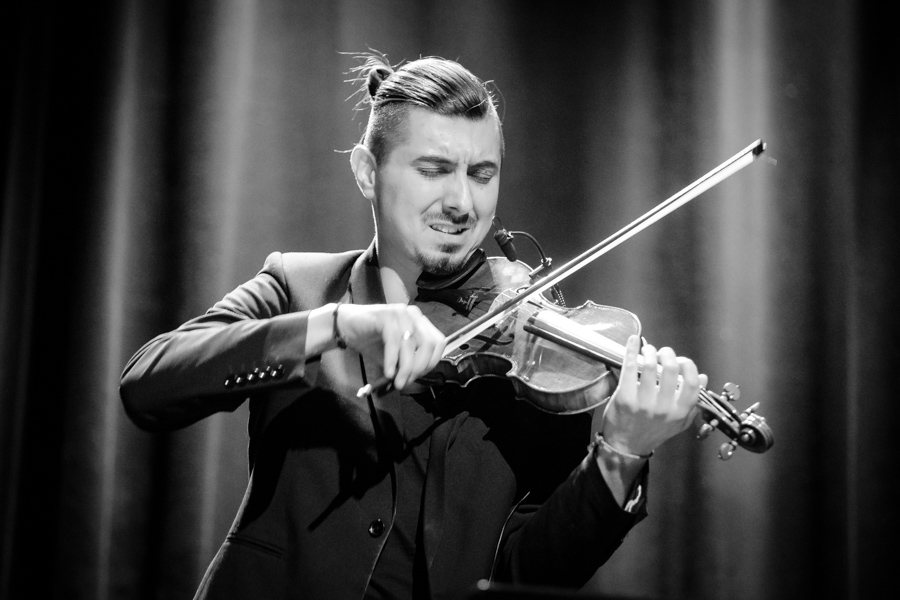
Adam Bałdych in 2018

Adam Bałdych (Gorzów Wielkopolski, 18 mei 1986) is een Pools jazzviolist en -componist.
Bałdych begon met vioolspelen op negenjarige leeftijd en ging naar de lokale muziekschool. Hij studeerde af aan afdeling jazz en pop van de Karol Szymanowski Muziekacademie Katowice en kreeg vervolgens een beurs om te studeren aan het Berklee College of Music in Boston. Hij brak door toen hij in 2012 zijn eerste album Imaginary Room bij ACT Music uitbracht. Vervolgens werd hij uitgenodigd op grote festivals als Montreux Jazz Festival en London Jazz Festival. 

## Discografie
- 2009: Storyboard (eigen beheer)
- 2009: Damage Control (eigen beheer)
- 2011: Magical Theatre (eigen beheer)
- 2012: Imaginary Room (ACT)
- 2014: The New Tradition (ACT), met Yaron Herman
- 2015: Bridges (ACT), met Helge Lien Trio
- 2017: Brothers (ACT), met Helge Lien Trio en Tore Brunborg